# پرستودریایی سیاه

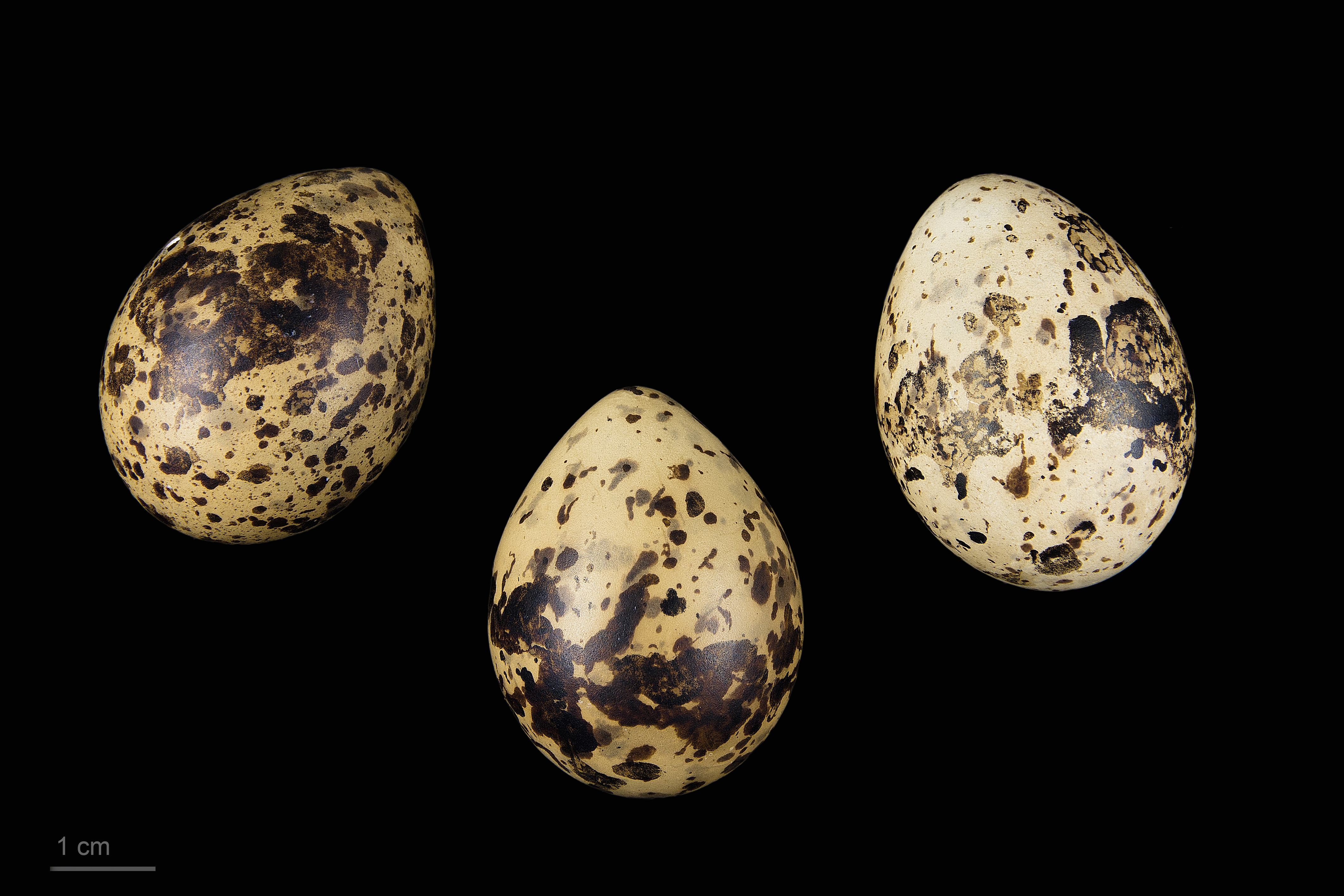
Chlidonias niger niger

پرستودریایی سیاه (نام علمی: Chlidonias niger) گونه‌ای پرستوی دریایی از تیره کاکاییان است.

## ویژگی‌های ظاهری
پرستوی دریایی سیاه ۲۳ سانتی‌متر طول دارد و هم‌اندازهٔ پرستوی دریایی بال‌سفید است. پرندهٔ بالغ زیربال خاکستری کم‌رنگ، پوشش زیر دم سفید، زیرتنه خاکستری دودی، روی بال خاکستری و دم و دمگاه خاکستری کم‌رنگ دارد. در زمستان‌ها زیرتنه سفید با خال‌های تیره در دو سوی سینه پدیدار می‌شود. پیشانی و طوق پس گردن پرستوی دریایی سیاه به رنگ سفید و روتنهٔ آن خاکستری است.
در پرنده‌های جوان، پیش‌جبه و پرهای پوششی پیش‌بال تیره، انتهای خط بال سفید، کناره‌های دمگاه سفید، و بقیهٔ آن و دم خاکستری کمرنگ است. گوشپرهای آن‌ها سیاه است و در ناحیهٔ پشت به سوی بالا ادامه پیدا می‌کند.

## زیستگاه
این پرستوهای دریایی اغلب در تالابها زندگی می‌کند و برای گرفتن طعمه به درون آب می‌روند. گاه به صورت گذری در کرانه‌های دریاها دیده می‌شوند روی علف‌های شناور روی آب در تالاب‌های کم‌عمق آشیانه می‌سازند.